# Caledon (Südafrika)
Caledon ist eine Stadt in der südafrikanischen Provinz Westkap. Sie ist Verwaltungssitz der Lokalgemeinde Theewaterskloof im Distrikt Overberg. Caledon liegt in einer Höhe von 244 Metern über dem Meeresspiegel am Fuß der Swartberge an der Straße N2 und der Bahnstrecke Eersterivier–Protem/Bredasdorp. Kapstadt ist 120 Kilometer und Botrivier ist 27 Kilometer entfernt.
2011 hatte Caledon 13.020 Einwohner.

## Geschichte
Die Heilkraft der Quellen war den Khoikhoi schon viele Jahrhunderte bekannt. Nachdem die europäischen Siedler in die Kapregion gekommen waren, wurden die Heilquellen in zunehmendem Maße populär. Die moderne Entwicklung begann 1710, als sich Ferdinand Appel ein Grundstück von zehn Hektar sicherte und darauf ein Gebäude für die Besucher der Heilquellen errichtete.
Die Siedlung entwickelte sich ab 1715 und Zwarte Berg oder Zwartebergbad waren die ersten Ortsnamen. Der Name Zwartebergbad wurde 1813 geändert in Caledon, nach dem Grafen von Caledon (Du Pré Alexander), Gouverneur der Kapkolonie von 1807 bis 1811. Eine Gemeindeverwaltung gab es ab 1840, die Stadtrechte wurden im Januar 1884 erteilt.

## Sehenswürdigkeiten
- Thermalquellen

sieben rund 50 °C heiße Mineralquellen, die rund 900.000 Liter Wasser pro Tag liefern
- Caledon Casino, Hotel & Spa

Das moderne Casino ist eine Haupteinnahmequelle des Ortes.
- Caledon House Museum

ein viktorianisches Haus aus dem 19. Jahrhundert mit Möbeln, die von in Caledon ansässigen Familien gestiftet wurden. Daneben gibt es noch eine Textilsammlung, Haushaltswaren und eine umfangreiche Sammlung von Fotos von Caledon und vielen seiner Einwohner. Der Garten zeigt die zur damaligen Zeit übliche Zusammenstellung von einheimischen Wildpflanzen, Heilpflanzen sowie Rosen, Lavendel und Kamelien.

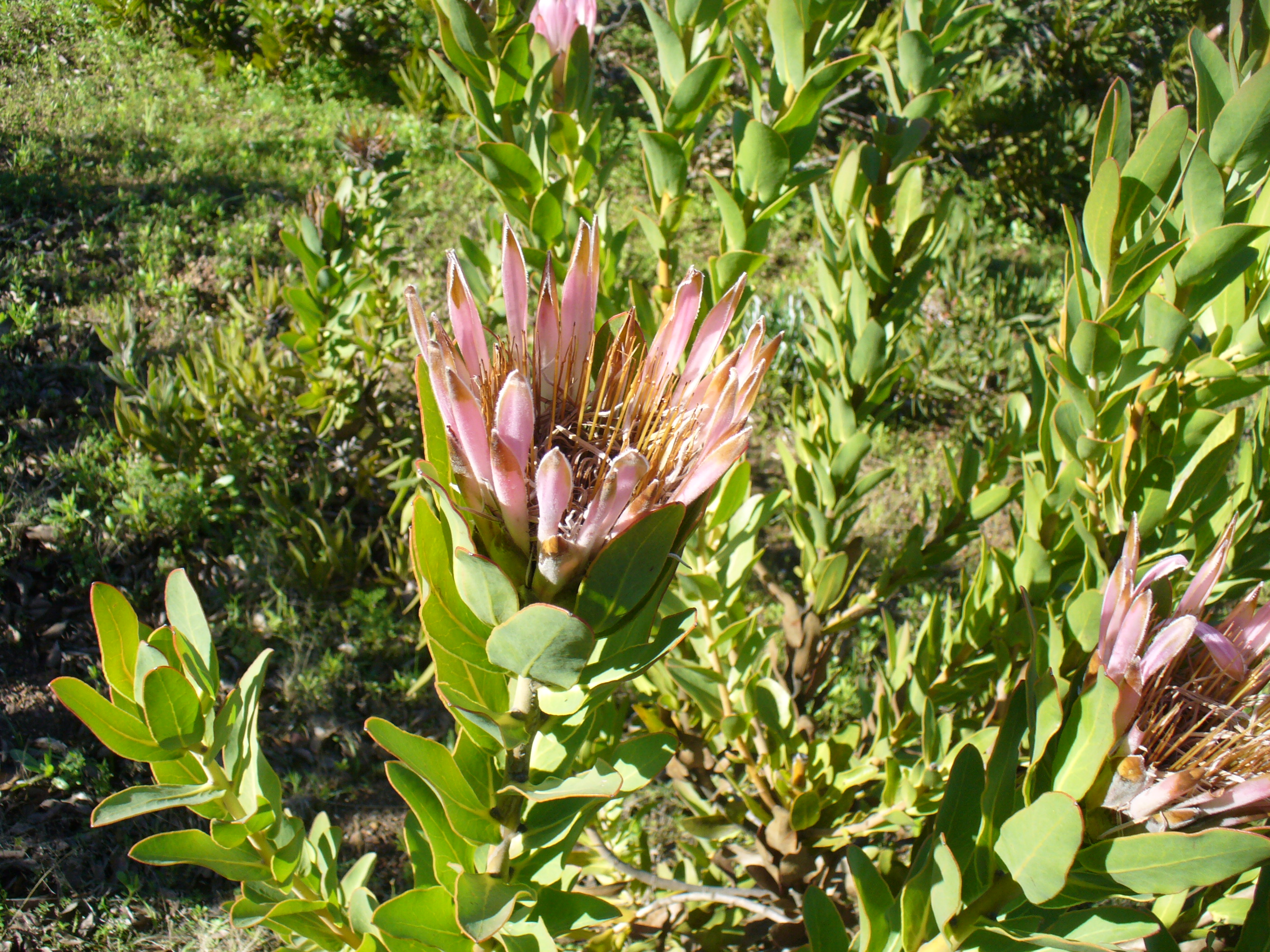
Protea compacta bei Caledon

- Caledon Wild Flower Garden and Reserve / Caledon Veldblomme Tuin, 214 Hektar, gegründet 1899[3]

mit Tausenden von Fynbos-Arten, die auf einem zehn Kilometer langen Wanderweg erkundet werden können. Unter anderem wächst hier die seltene Marsh Rose (Orothamnus zeyherii), ein Pyrophyt, der nur hier und in der Kogelberg Nature Reserve vorkommt. Die Art ist sehr selten und in ihrem Bestand gefährdet. Sie steht in der Roten Liste auf dem CITES-Appendix I. Die Pflanzen sind mit 10–20 Jahren Lebensdauer relativ kurzlebig und werden regelmäßig durch Feuer vernichtet. Die Samen der Pflanzen sind auf der anderen Seite mit 20–60 Jahren Keimfähigkeit sehr langlebig; sie werden von Ameisen in den Untergrund befördert und benötigen sogar diese Feuer zur Keimung.
- Holy Trinity Church von 1855
- Shaws Pass Uitspan, zehn Kilometer außerhalb

reichhaltige Fynbos-Vegetation auf 60 Hektar Fläche; hier gibt es über 20 Pflanzenarten, die auf der Roten Liste stehen, wie Erica jasminiflora.

## Wirtschaft
Caledon ist das landwirtschaftliche Zentrum der westlichen Rûens. Die Rûens sind eine wichtige Getreideanbauregion im südlichen Küstenvorland Südafrikas, die sich von Hermanus im Westen bis Mossel Bay im Osten erstreckt. Die Swartberge bilden die nördliche Begrenzung. In den Rûens wird hauptsächlich Weizen angebaut. Caledon erhält jährlich etwa 500 mm Niederschläge, von denen der größte Teil in den Wintermonaten Juni bis August fällt. In Caledon befindet sich der Hauptsitz von Overberg Agri, einem Landhandel, der Getreidesammelstellen in den südafrikanischen Provinzen Westkap, Ostkap, Nordkap und Limpopo betreibt.  

## Söhne der Stadt
- William Henry Evered Poole (1902–1969), Militär und Botschafter
- S. George Philander (* 1942), Klimaforscher
- Nicolaas Scholtz (* 1991), Tennisspieler